# Biserica Acoperământul Maicii Domnului din Ghidighici
Biserica „Acoperământul Maicii Domnului” este un lăcaș de cult creștin-ortodox din satul Ghidighici, municipiul Chișinău, Republica Moldova. Este un monument arhitectural de importanță națională inclus în Registrul monumentelor Republicii Moldova ocrotite de stat cu nr. 428 (municipiul Chișinău). Datează din 1833.
Parohul bisericii este preotul Maxim Melinti. În cadrul bisericii activează și Asociația Obștească „Insula Fericirii”, o organizație caritabilă.